# Дуплон

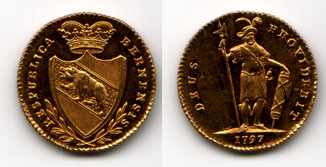
Бернский дуплон

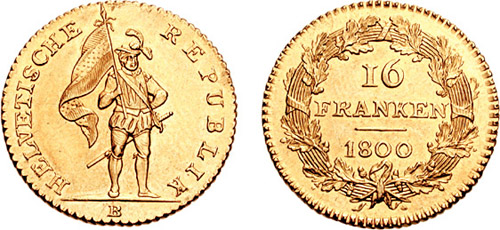
Дуплон Гельветической республики

Дуплон, или дуплоне — название золотой монеты ряда швейцарских кантонов достоинством в 16 швейцарских франков. Введена в 1800 году Гельветической республикой. Чеканились также квадруплы (32 франка) и квинтупло (40 франков). Монета соответствовала 2 дукатам или, примерно, 7.6 граммам высокопробного золота.